# Enicosanthum congregatum
Enicosanthum congregatum är en kirimojaväxtart som först beskrevs av George King, och fick sitt nu gällande namn av Airy Shaw. Enicosanthum congregatum ingår i släktet Enicosanthum och familjen kirimojaväxter. Inga underarter finns listade i Catalogue of Life.